# Batocerini
Batocerini — триба жуков-усачей из подсемейства ламиин.

## Описание
Переднегрудь перед передними тазиками довольно длинная; голова не может сильно подгибаться к тазикам. Тело очень крупное.

## Систематика
В составе трибы:
- Thomson
- Anapriona
- Apriona
- Aprionella
- Batocera
- Doesburgia
- Megacriodes
- Parapriona
- Pseudapriona
- Rosenbergia